# 샐 매글리
살바토레 앤서니 매글리(영어: Salvatore Anthony Maglie, 1917년 4월 26일~1992년 12월 28일)는 미국의 프로 야구 선수이자 스카우트, 투수 코치로, 메이저 리그 베이스볼(MLB)에서 투수로 뛰었다. 1945년부터 1958년까지 뉴욕 자이언츠, 클리블랜드 인디언스, 브루클린 다저스, 뉴욕 양키스, 세인트루이스 카디널스 등지를 거쳤다. 타자의 몸 쪽을 향해 공을 던지는 성향 때문에 "샐 더 바버"(영어: Sal the Barber)라는 은유적인 별명으로 불렸다. 평소의 온화한 성격은 경기장 안에서는 드러나지 않았고, 위협적인 체구로 마운드 위에서 압도적인 존재감을 보여주었다. 자이언츠, 다저스, 양키스가 뉴욕을 연고지로 두고 있을 당시 세 팀을 모두 거친 14명의 선수 중 마지막 선수이기도 했다. 메이저 리그 통산 10시즌 동안 119승, 862탈삼진, 3.15의 평균자책점을 기록했다.
뉴욕주 나이아가라폴스에서 출생해 성장했으며, 어린 시절에 부모의 반대로 몰래 야구를 했다. 1938년에 인터내셔널 리그의 버펄로 바이슨스와 계약을 맺고 마이너 리그에서 5년을 보냈고, 제2차 세계 대전 당시 나이아가라폴스에 있는 공장에서 2년간 근무했다. 1945년에 저지시티 자이언츠로 돌아가 다시 공을 던지기 시작했고, 그해 시즌 후반기에 28세의 나이로 뉴욕 자이언츠에서 메이저 리그에 데뷔해 10번의 선발 등판 기회를 가졌다. 1946년에 신생 리그인 멕시칸 리그에 합류하면서 해피 챈들러 커미셔너로부터 5년간 메이저 리그 블랙리스트 명단에 올랐기 때문에, MLB에 다시 복귀하는데 5년의 시간이 걸렸다. 33세 시즌인 1950년이 되어서야 메이저 리그에서 풀타임 투수로 자리잡았다.
1950년 시즌 전반기에 뉴욕 자이언츠의 불펜 투수 역할을 했다가 시즌 중반에 선발 로테이션에 포함된 이후 4경기 연속 완봉승과 45이닝 연속 무실점을 기록했다. 이듬해 자이언츠의 에이스로 거듭나면서 23승으로 내셔널 리그(NL) 1위에 올랐고, 소속팀의 1951년 월드 시리즈 진출을 이끌었다. 1952년에도 18승을 거두었으나, 다음해에는 허리 부상으로 인해 커리어를 위협받았다. 신발 한쪽에 보조물을 넣어 골반을 교정하며 1954년에 복귀해 소속팀이 내셔널 리그 정규 시즌 우승을 확정 짓는 경기에서 승리를 따냈고, 자이언츠는 1954년 월드 시리즈 우승을 차지했다. 1955년 한해 더 자이언츠 유니폼을 입었지만, 웨이버 공시되어 그해 7월 31일에 클리블랜드 인디언스로 이적했다. 클리블랜드에서는 출전의 기회가 적었고, 1956년 5월에 브루클린 다저스에 합류해 내셔널 리그 최우수 선수(MVP) 투표와 메이저 리그 사이 영 상 투표에서 각각 2위에 오르는 기염을 토했다. 같은 해 9월 25일에 필라델피아 필리스를 상대로 노히트 노런을 기록했으며, 1956년 월드 시리즈에도 출전했다. 이후 다저스와 양키스, 카디널스에서 세 시즌을 더 소화한 뒤 1959년에 은퇴를 선택했다. 월드 시리즈에서 통산 네 차례 선발 등판해 1승 2패를 기록했고, 1951년에 있었던 보비 톰슨의 세상에 울려퍼진 한 방이 나온 경기와 1956년에 있었던 돈 라슨의 퍼펙트 게임과 같은 유명한 경기에도 출전했다.
선수 생활을 마친 뒤에는 1959년 1년간 카디널스에서 스카우트로 일했으며, 1960년부터 1962년까지, 1966년부터 1967년까지 보스턴 레드삭스에서, 1969년에 시애틀 파일럿츠에서 투수 코치를 맡았다. 1979년에 은퇴하기 전까지 나이아가라폴스에서 여러 종류의 직업을 가졌으며, 1983년에 고향에 위치한 하이드 파크 스타디움이 그의 이름을 따 샐 매글리 스타디움으로 변경되었다. 1998년 12월 28일에 기관지 폐렴 합병증으로 사망했다.

## 어린 시절
살바토레 앤서니 매글리는 1917년 4월 26일에 미국 뉴욕주 나이아가라폴스에서 주세페 매글리와 마리아 브레베의 세 자녀 중 막내로 태어났다. 이탈리아 이민자 출신의 아버지는 마을에서 블루 칼라 직종에 종사했다. 샐은 어릴 적부터 야구에 흥미를 보였지만, 부모가 말렸기 때문에 야구하는 걸 비밀로 유지하려고 했다. 샐은 동네 야구를 할 때면 투수로는 좋은 모습을 보여주지 못했고 주로 다른 포지션을 맡았다. 재학 중이던 나이아가라폴스 고등학교에는 야구팀이 없었고, 대신 학교의 농구 스타로 자리매김했다. 나이아가라 대학교에서는 그에게 농구 장학금을 제안하기도 했지만, 샐이 가장 좋아하는 스포츠는 야구였기에 이러한 제안을 거절했다.
고등학교 졸업 이후 매글리는 유니온 카바이드에서 일하며 회사 팀과 지역 세미프로 팀에서 투수로 뛰었다. 1937년에는 로체스터 레드윙스에서 투수로 입단 테스트를 보기도 했지만 공을 세 번밖에 던지지 않았음에도 거절을 맛봐야 했다. 하지만 이듬해 지역 세미프로 팀인 나이아가라 캐터락트에서 투수로 뛰던 중에 스티브 오닐의 눈에 띄게 되었다. 더블 A 인터내셔널 리그 버펄로 바이슨스의 감독이었던 오닐은 매글리의 실력에 감탄해 그와 계약을 체결했다.

## 선수 경력

### 마이너 리그 (1938~45)

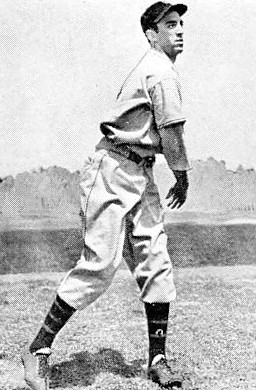
1940년 버펄로 바이슨스 시절의 샐 매글리

1938년 버펄로에서 프로 경력을 시작한 매글리는 그해 5경기에 출전해 3.75의 평균자책점과 함께 1패만을 기록했다. 1939년에는 풀타임 시즌을 뛰며 39경기(8선발)에 출전했으나, 평균자책점이 4.99로 높았고 3승 7패를 기록했다. 1940년에는 23경기(5선발)에서 무승 7패, 7.17의 평균자책점으로 부진하자, 기량을 연마하기 위해 좀 하위 레벨의 마이너 리그로 보내달라고 요청하게 되었다.
이후 1940년 시즌의 남은 기간 동안 클래스 D 펜실베이니아 온타리오 뉴욕 리그(PONY 리그)의 제임스타운 팰컨스에서 7경기에 선발로 나서 3승 4패, 2.74의 준수한 평균자책점을 기록했다. 1941년에는 싱글 A 이스턴 리그의 엘마이라 파이오니어스에서 뛰었다. 매글리는 자신의 야구 경력 전체를 통틀어 가장 중요한 교훈 중 하나를 당시 엘마이라의 구단주이자 전직 메이저 리그 투수였던 잭 오그덴에게서 배웠다고 이야기했다. 오그덴은 "샐, 공을 던질 때는 타석에 있는 타자만 상대해. 다음 타자에 대해서는 걱정하지마."라고 조언해주었다. 매글리는 그해 43경기에 등판해 270이닝을 소화하면서 이스턴 리그에서 최다 등판하고 최다 이닝을 투구한 선수가 되었으며, 20승으로 시즌 21승을 거둔 레드 엠브리에 이어 다승 2위에 올랐고 15패로 리그에서 네 번째로 많은 패전을 당한 선수이기도 했다. 시즌 평균자책점은 2.67이었다.
1941년 12월에 미국이 제2차 세계 대전에 참전했지만, 매글리는 만성 부비동염 때문에 신체 검사에서 불합격해 군복무를 면제받았다. 많은 선수들이 입대로 인해 자리를 비운 상황에서 뉴욕 자이언츠가 매글리와 계약을 맺고 그를 산하 더블 A 팀인 인터내셔널 리그의 저지시티 자이언츠로 내려보냈다. 그해 저지시티에서 50경기에 출전했지만 선발 등판은 7차례에 불과할 정도로 주로 불펜 투수로 기용되었고, 성적은 9승 6패, 2.78의 평균자책점을 기록했다. 시즌이 끝난 후에는 잠시 야구 유니폼을 벗고 2년 동안 나이아가라폴스에 있는 공장에서 일하며 전쟁을 치르고 있는 자국을 돕기 위해 애썼다.
1945년 시즌 개막과 함께 매글리는 저지시티로 복귀했으며, 이번에는 주로 선발투수로 기용되었다. 8월까지 13경기(9선발)에 출전해 3승 7패, 4.09의 평균자책점을 기록했고, 그달에 빅리그로 승격되었다.

### 루키 시즌 (1945)
1945년 8월 9일, 매글리는 메이저 리그에 데뷔전을 치렀다. 세인트루이스 카디널스와의 경기에서 4회에 해리 펠드먼을 대신해 구원 등판해 2⁄3이닝 동안 무실점으로 막았지만, 팀은 5–3로 패배했다. 8월 14일 신시내티 레즈전에서는 메이저 리그에서 처음으로 선발 등판해 2실점만 내주고 완투하며 소속팀의 5–2 승리를 이끌었다. 다음 선발 등판에서는 피츠버그 파이어리츠를 상대로 3피안타 완봉승을 거뒀다. 9월 3일과 7일에는 두 경기 연속으로 완봉승을 거뒀다. 데뷔 시즌에 13경기(10선발)에 출전해 틀:84이닝 동안 5승 4패, 평균자책점 2.35, 32탈삼진, 22볼넷, 72피안타를 기록했다.

### 멕시칸 리그와 징계 (1946~49)
1946년의 뉴욕 자이언츠 선발진 재진입 가능성이 있던 매글리는 스프링 트레이닝에 참가했으나, 자신에 대한 멜 오트 감독의 대우에 만족하지 못했다. 1945년과 46년 사이 비시즌 기간에 쿠바에서 윈터 리그를 뛰고 있던 매글리와 만나기도 했던 호르헤 파스켈 멕시칸 리그 회장은 메이저 리그를 떠나 멕시칸 리그로 오는 선수들에게 큰 계약금을 제시했고, 매글리는 이 제안을 받아들였다. 그러자 해피 챈들러 커미셔너는 매글리를 비롯한 멕시코 진출 선수들을 메이저 리그에서 추방시켰다. 이후 매글리는 뉴욕 자이언츠와 쿠바 윈터 리그 팀에서 자신의 투수 코치를 맡기도 했던 돌프 루케 감독이 이끄는 페리코스 데 푸에블라에서 두 시즌을 소화했다. 매글리는 타자의 머리를 스치듯 높으면서 몸쪽 가까이 공을 던져 타자가 타석에서 자신감을 잃게 만드는 피칭을 하는 방법을 루케 감독에게서 익혔다. 1946년에 매글리는 푸에블라에서 20승 12패, 3.19의 평균자책점을 나타냈다. 1947년의 승패 기록도 지난해와 거의 유사한 20승 13패를 기록했고, 시즌 평균자책점은 3.92였다.
맥스 러니어, 대니 가델라, 미키 오웬과 같은 메이저 리그 선수들도 멕시칸 리그에 뛰어들었으나, 이 선수들을 위해 지불한 비용이 의미 있을 만큼의 수익을 올리지는 못했다. 멕시칸 리그가 혼란에 빠지면서 매글리는 1947년 시즌 이후 푸에블라에서 더 이상 뛰지 않게 되었지만, 여전히 메이저 리그에서는 추방된 신세였기에 뉴욕 자이언츠로 돌아올 수는 없었다. 대신 1948년에 러니어가 조직한 여러 지역을 돌며 야구를 하는 순회 경기 팀에 합류했지만, 팀의 수익이 비용을 충당하지 못해 1948년 8월에 문을 닫았다. 이후 매글리는 나이아가라폴스로 돌아가 집과 주유소를 구입했지만, 여전히 야구를 하고 싶어서 1949년에 독립 리그인 프로빈셜 리그의 드러먼드빌 컵스에 합류해 그해 팀을 리그 우승으로 이끌었다. 같은 해 6월 5일, 챈들러 커미셔너는 멕시칸 리그로 이적했던 선수들에 대한 징계를 철회했다. 하지만 매글리는 그해 시즌 끝까지 드러먼드빌에서 있기로 했고, 1950년에 뉴욕 자이언츠로 복귀했다.

### 뉴욕 자이언츠 (1950~55)
메이저 리그 복귀 이후 매글리는 33세가 되어서야 메이저 레벨에서 처음으로 풀타임 시즌을 뛰었음에도 불구하고 리그 최고의 투수 중 한 명이라는 평가를 받으며 1950년대 초반 소속팀 뉴욕 자이언츠의 상승세를 이끌었다. 매글리는 1950년 뉴욕 자이언츠의 스프링 트레이닝에 합류했지만, 새로운 투수에 대해 별로 인상적인 느낌을 받지 못한 리오 더로셔 감독은 시즌 전반기에 그를 거의 기용하지 않았다. 하지만 매글리는 1950년 시즌 전반기 자이언츠 불펜의 주축으로 떠올랐다. 비로소 7월 21일 경기에서 선발 등판 기회를 가진 매글리는 카디널스를 상대로 11이닝을 완투하며 소속팀의 5–4 승리에 공헌했다. 이 경기 이후 매글리는 선발 로테이션의 한 자리를 차지하게 되었다. 8월 16일부터 9월 13일까지는 45이닝 연속 무실점 기록을 세웠는데, 이는 명예의 전당에 헌액된 자이언츠 투수 칼 허벨이 1933년에 세운 내셔널 리그 기록인 45+1⁄3이닝 연속 무실점에 조금 못 미치는 기록이었다. 45이닝 연속 무실점은 4경기 연속 완봉승이 포함된 기록으로, 이는 1904년 5경기 연속 완봉을 기록한 독 화이트 이후 최고 기록이었다. 허벨은 기록을 세운 매글리를 축하해줬고, 매글리의 45이닝 연속 무실점은 오늘날에도 1904년 사이 영, 화이트와 함께 메이저 리그 역사상 8위의 기록으로 남아 있다. 매글리는 7월 16일 경기에서 패배한 이후 시즌 마지막 패전 경기였던 9월 21일 이전까지 한 번도 패전을 기록하지 않고 11승을 연이어 거뒀다. 7월 21일 전까지 선발투수로 꾸준히 등판하지 못했음에도 불구하고 16번 선발 등판 기회를 가지면서 승률(.818), 평균자책점(2.71), 완봉(5) 부문에서 NL 1위에 올랐다. 또한 18승 4패로 다승 부문 NL 8위에 올랐으며, 206이닝에서 169피안타를 허용했다. 시즌이 마무리된 후 실시된 내셔널 리그 최우수 선수상(MVP) 투표에서도 10위에 이름을 올렸다.

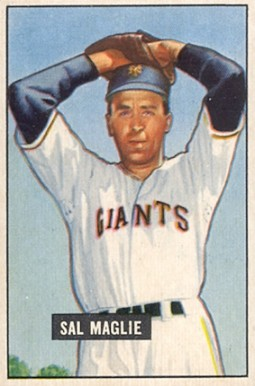
1951년 보먼 야구 카드에 담긴 뉴욕 자이언츠 유니폼을 입은 매글리의 모습

1951년 시즌, 매글리는 자이언츠 투수진의 에이스로 거듭났다. 4월에 2연패를 당한 이후 4월 30일부터 6월 5일까지 9연승을 내달렸다. 5월 4일 파이리츠전에서는 1회 선두 타자 피트 카스틸리오네에게 3루타를 허용한 이후로는 단 한 개의 안타도 허용하지 않으면서 5–1 완투승을 거뒀다. 5월 27일 필라델피아 필리스전에서는 2피안타만을 허용하며 2–0 완봉승을 거뒀다. 6월 26일 브루클린 다저스전에서는 3피안타만을 허용하며 4–0 완봉승을 거뒀다. 이해 올스타전에도 출전했는데, 통산 두 차례 있었던 올스타전 출전 중 첫 번째였다. 이 경기에서 매글리는 3이닝 동안 2실점하며 내셔널 리그의 8–3 승리에 기여했다. 정규 시즌 1위를 향한 경쟁이 한창 진행 중이던 8월 11일, 자이언츠는 1위 다저스를 13경기 차로 뒤쫓고 있었다. 8월 12일부터 매글리는 5연승을 질주했고 이후 시즌이 끝날 때까지 1패밖에 당하지 않으면서 8승 1패, 2.50의 평균자책점을 기록했다. 매글리의 이러한 활약에 힘입어 자이언츠는 시즌 마지막 경기까지 치른 시점에 다저스와 함께 내셔널 리그 공동 1위를 점했다. 9월 29일 보스턴 브레이브스와의 경기에서 매글리는 5피안타 무실점으로 3–0 완봉승을 거두며 상대 선발 워런 스판과의 맞대결에서 승리했다. 이번 시즌 매글리는 팀 동료 래리 잰슨과 함께 23승으로 NL 다승 1위에 올랐으며, 6패밖에 당하지 않으며 승률 .79로 .880의 승률을 기록한 프리처 로의 뒤를 이어 NL 승률 2위에 올랐다. 또한 평균자책점 2.93으로 2.88의 쳇 니콜스의 뒤를 이어 이 부문 NL 2위, 146탈삼진으로 돈 뉴컴와 스판의 164탈삼진의 뒤를 이어 NL 3위에 올랐다. 그 이외에 투구 이닝에서도 시즌 298이닝을 소화하며 로빈 로버츠의 315이닝과 스판의 310+2⁄3이닝에 이어 NL 3위에 이름을 올렸다. 내셔널 리그 MVP 투표에서도 4위를 차지했다.
내셔널 리그 공동 1위에 오른 다저스와 자이언츠는 3전 2선승제의 타이브레이커 시리즈를 치렀고, 매글리는 시리즈의 승자를 결정짓는 3차전의 선발투수로 나섰다. 1회 한 점을 내줬으나 이후 한때 11타자 연속 범타처리를 하는 등 안정감을 되찾았다. 하지만 8회초에 3점을 추가로 내줬고, 자이언츠가 4–1로 뒤쫓고 있는 8회말에 타격할 차례가 왔을 때 대타 행크 톰프슨과 교체되었다. 그러나 9회 자이언츠는 점수를 따라잡았고, 이윽고 세상에 울려퍼진 한 방이라고 불리는 보비 톰슨의 끝내기 홈런으로 경기를 극적으로 승리했다. 그렇게 자이언츠는 1951년 월드 시리즈에서 뉴욕 양키스와 맞대결했고, 매글리는 4차전에 선발 등판했다. 하지만 5회초에 제임스 허시 기자가 '경기의 터닝 포인트'라고 일컬었던 홈런을 조 디마지오에게 허용하는 등, 5이닝 4실점하며 이 경기의 패전 투수가 되었다. 시리즈는 6차전까지 가는 승부 끝에 양키스가 우승을 차지했다.
뛰어난 활약을 펼쳤던 1951년 시즌이 끝난 후 매글리는 4만 달러의 계약을 원했지만, 구단 측은 3만 2,500달러를 제시했다. 양측은 1952년 2월 21일에 3만 5천 달러로 타협을 보았다. 매글리는 1952년 시즌 개막과 함께 세 차례의 완봉승을 포함해 9연승을 달성했다. 하지만 5월 29일에 윌리 메이스가 미 육군 복무를 위해 팀을 떠난 이후 다섯 차례의 선발 등판에서 별로 좋은 성적을 거두지 못했는데, 매글리는 이러한 어려움을 겪는 이유 중 하나를 메이스의 공백이라고 설명하면서 "매번 상대에게 삼진을 잡아내야 한다는 부담감을 가질 필요가 없었죠... 어떻게든 윌리가 [중견수 쪽으로 날아가는 공들을] 잡아낼 거라는 걸 알고 있었거든요. 덕분에 투수는 많은 부담을 덜고 위기 상황에서 최고의 구질을 아껴둘 수 있어요."라고 말했다. 6월 26일 다저스전에서 매글리는 상태 타선을 3피안타로 막아내고 3–0 완봉승을 거뒀다. 8월 9일 시카고 컵스전 더블헤더 1차전에서는 8안타를 허용했으나 또다시 완봉승을 달성했다. 이해 다승(18승, 로버츠의 28승의 뒤를 이은 2위), 승률(.692, 6위), 평균자책점(2.92, 10위), 탈삼진(112, 머리 딕슨과 공동 10위), 완봉(5, 다른 세 명의 투수와 공동 3위) 등 여러 부문에서 리그 상위권에 이름을 올렸다. 내셔널 리그 MVP 투표에서는 23위에 올랐다.
1953년 4월 30일, 매글리는 밀워키 브레이브스를 상대로 6안타만을 허용하며 1–0 완봉승을 따냈다. 5월 10일 피츠버그와의 더블헤더 첫 경기에서는 3피안타 4–0 완봉승을 거뒀다. 6월 25일 카디널스전에서는 점수 3–0으로 시즌 세 번째 완봉승을 달성했다. 하지만 이해 허리 통증에 시달린 매글리는 7월 16일 이후 최다 이닝 투구가 4+2⁄3이닝이었을 정도였고, 7월 21일부터 시즌이 끝날 때까지의 기간 동안 평균자책점 8.88과 승리 없이 5패만을 기록했다. 시즌 27경기(24선발)에 등판해 145+1⁄3이닝 동안 8승 9패, 평균자책점 4.15, 80탈삼진, 47볼넷, 158피안타를 기록했다.

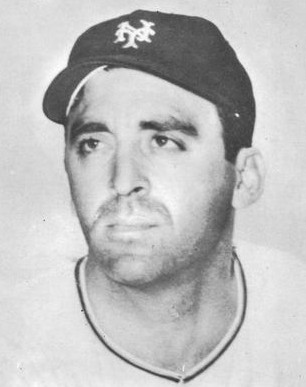
1955년경 뉴욕 자이언츠 시절의 매글리

매글리의 선수 생활은 끝난 것처럼 보엿지만, 한 카이로프랙터가 신발 한쪽에 8분의 1인치 두께의 깔창을 넣는 처방으로 그의 기울어진 골반을 교정했다. 1954년 4월 25일, 필라델피아와의 더블헤더 1차전에서 매글리는 5피안타 완봉으로 상대 타선을 막으며 팀의 3–0 승리를 견인했다. 4월 30일 컵스전에서는 14이닝 동안 투구하며 2실점했고, 경기는 14회초 메이스가 워런 해커를 상대로 결승 홈런을 터뜨리면서 자이언츠가 승리를 가져갔다. 7월 21일에도 컵스에 맞서 4피안타 1실점 완투승을 거뒀고, 팀은 2–1 승리를 거뒀다. 7월 31일 신시내티전에서는 7+1⁄3이닝 동안 무실점 투구로 승리를 따냈다. 8월 27일 브레이브스와의 경기에서는 5피안타 1실점 완투를 하며 소속팀의 3–1 승리를 도왔다. 9월 20일 다저스전은 매글리의 소속팀 자이언츠가 승리할 경우 정규 시즌 우승을 결정짓는 경기였다. 허리 통증에도 불구하고 마운드에 오른 매글리는 1실점 완투로 팀의 7–1 승리를 이끌어냈다. 이 경기의 마지막 아웃카운트는 로이 캄파넬라의 땅볼 타구를 투수 매글리가 잡아 1루수 화이티 록먼에게 연결해 완성되었다. 아웃 판정이 나자 록먼은 매글리가 서 있는 마운드로 달려가 기쁨의 포옹을 했다. 매글리는 1956년에 노히터를 한 차례 기록했지만, 1955년 9월 20일 경기를 자신의 최고의 경기로 꼽기도 했다. 이해 매글리는 34경기(32선발)에 등판해 14승 6패, 3.26의 평균자책점을 기록했다. 이해 매글리, 조니 안토넬리, 루벤 고메스는 52승을 합작했으며, 도합 37완투로 내셔널 리그 팀 최저 평균자책점인 3.09를 기록하는데 한몫했다. 또한 매글리는 다승(14승으로 진 콘리, 커트 시몬스와 공동 9위), 승률(.700로 6위), 평균자책점(3.26으로 8위), 탈삼진(117개로 8위) 부문에서 리그 상위권에 이름을 올렸다. 내셔널 리그 MVP를 뽑는 투표에는 22위에 올랐다.
소속팀 뉴욕 자이언츠가 클리블랜드 인디언스와 맞대결한 1954년 월드 시리즈에서 매글리는 1차전에 선발 등판해 7이닝 동안 2실점했다. 8회에도 마운드에 올랐으나 이닝의 첫 두 타자를 상대한 후 강판되었고, 이후 등판한 돈 리들은 빅 워츠에게 가운데 담장 근처로 향하는 비거리가 긴 뜬공 타구를 허용했는데, 이 타구를 중견수 메이스가 극적으로 잡아내는 더 캐치를 선보였다. 매글리는 승패를 기록하지 못했고, 경기는 10회 대타로 나선 자이언츠의 더스티 로즈의 끝내기 홈런으로 마무리되었다. 자이언츠는 인디언스를 상대로 스윕하며 월드 시리즈 우승을 차지했다.
1955년 시즌에도 매글리는 허리 부상으로 고생했다. 또한 4월에 등판한 3경기에서 모두 패전 투수가 되며 불안한 출발을 보였다. 4월 23일 에베츠 필드에서 치른 다저스와의 경기에서 매글리는 여러 상대 타자들에게 머리 근처로 향하는 위협구를 던졌다. 4회 상대 타자 재키 로빈슨은 이러한 투구에 대한 보복으로 번트를 댄 뒤에 타구를 처리하려는 매글리와 충돌하려 했다. 하지만 매글리는 마운드에서 내려오지 않았고, 이에 로빈슨은 1루를 책임지고 있던 데이비 윌리엄스와 충돌했다. 윌리엄스는 고통으로 그라운드에 쓰러져 경기에서 빠졌고, 앨빈 다크가 로빈슨과 싸우려고 했다. 그리고 양쪽 벤치 선수들이 모두 나왔으나, 이 경기의 심판인 톰 고먼은 다크에게 고함치는 것 이상의 행동을 하지 못하게 말렸다. 다크는 5회 3루를 지키고 있던 로빈슨에게 거칠게 달려들며 보복했고, 양 선수는 다시 말다툼을 벌였다. 하지만 심판 베이브 피넬리는 상황이 악화되지 않게 둘을 막아섰다. 이 경기에서 다저스는 3–1 승리를 거뒀다.
브루클린에서의 경기 이후 매글리는 8연승을 내달렸으며, 5월 5일부터 7월 2일까지 9승 1패의 성적을 거뒀다. 하지만 7월 2일 이후 출전한 7경기에서 단 한 차례만 5이닝을 초과하는 투구를 하며 같은 기간 8.49의 평균자책점으로 부진했는데, 이는 더운 여름의 영향도 있었다. 결국 7월에 소속팀으로부터 웨이버 공시되었으며, 7월 31일에 클리블랜드 인디언스가 그를 영입했다.

### 커리어 후반 (1955~58)
클리블랜드 인디언스에서의 첫 등판이었던 1955년 8월 5일 워싱턴 세너터스전에서 매글리는 2이닝 동안 5실점(3자책)하며 팀의 7–5 패배를 막지 못하고 패전 투수가 되었다. 이후 한 차례 더 선발 등판 기회가 있었으나 역시 패전을 떠안았고, 그 이외에는 불펜 투수로만 기용되었으며 그마저도 9월 8일 이후에는 경기에 출전하지 못했다. 1955년 자이언츠 소속으로는 23경기(21선발)에 출전해 129+2⁄3이닝 동안 9승 5패, 평균자책점 3.75, 71탈삼진, 48볼넷, 142피안타를 기록했다. 인디언스 유니폼을 입고서는 10경기(2선발)에서 25+2⁄3이닝 동안 무승 2패, 평균자책점 3.86, 11탈삼진, 7볼넷, 26피안타를 나타냈다. 이해 양팀에서 거둔 성적을 합하면 155+1⁄3이닝 동안 9승 7패, 평균자책점 3.77, 82탈삼진, 55볼넷, 168피안타를 기록했다.
1956년 시즌 초반 팀 내에서 거의 출전 기회가 없었던 매글리를 5월 5일 브루클린 다저스가 영입했으며, 《뉴욕 타임스》에서는 이를 "놀라운 일"이라고 보도했다. 다저스 이적 이전까지 매글리는 클리블랜드에서 단 두 경기에 출전했고 그것도 모두 구원 등판이었을 뿐이어서, 《스포츠 일러스트레이티드》의 로버트 크리머는 그의 선수 생활이 "완전히 끝난 것"처럼 보인다고 서술하기도 했다. 지난해 7월 2일을 마지막으로 승리가 없던 매글리는 1956년 6월 4일 경기에서 리그 우승 경쟁을 벌이고 있던 브레이브스를 상대로 3안타만 내주며 완봉승을 거뒀다. 이 등판 이후로 매글리는 시즌 남은 기간 동안 팀의 선발투수를 맡게 되었다. 8월 5일 카디널스와의 더블헤더 1차전에서 매글리는 4피안타 완봉으로 팀의 7–0 승리를 이끌었다. 9월 1일 친정팀 자이언츠와의 더블헤더 2차전에서는 6회 1사까지 상대 타선을 1안타로 봉쇄했지만, 포스터 캐슬먼에게 던진 공을 아티 고어 심판이 4개 연속 볼로 판정하자 이에 분노해 글러브를 땅에 내팽개쳤고 이에 퇴장 명령을 받았다. 글러브를 땅으로 던지는 행위는 자동 퇴장 사유였다. 매글리는 이 경기에서 승패를 기록하지 못했지만, 소속팀 다저스는 5–0 승리를 거뒀다. 9월 25일 에베츠 필드에서 열린 필리스와의 경기에서는 팀의 5–0 승리와 함께 노히터를 기록했다. 소속팀 다저스는 브레이브스를 1경기 차, 신시내티를 상대로 2경기 차로 제치고 내셔널 리그 정규 시즌 우승을 달성했다. 매글리는 1956년 성공적인 복귀 시즌을 보내며 196이닝 동안 13승 5패, 평균자책점 2.89(클리블랜드에서의 두 경기 제외 시 2.87), 110탈삼진, 54볼넷, 160피안타의 시즌 성적을 기록했다. 특히 평균자책점 부문에서는 루 버뎃의 2.70, 스판의 2.78, 안토넬리의 2.86에 이어 NL 4위를 차지했다. 사이 영 상의 초대 수상자를 뽑는 투표에서는 팀 동료 돈 뉴컴의 뒤를 이어 2위에 이름을 올렸고, NL MVP 투표에서도 뉴컴에 이어 2위에 올랐다.
10월 3일에 치러지는 1956년 월드 시리즈 1차전에서 다저스의 선발투수로 매글리가 예상되었지만, 며칠 전 겪은 배탈과 어깨 결림으로 인해 출전 여부가 불확실해졌다. 하지만 매글리는 선발 등판해 후일 명예의 전당에 입성하는 화이티 포드를 압도하는 투구를 펼치며 3실점 완투했고, 다저스는 양키스를 6–3으로 꺾었다. 매글리는 경기 후 "제 인생 최고의 순간입니다. 그래요, 노히터보다 더 큰 감동이었죠. 사람들은 인생에서 원하는 모든 것을 가질 수 없다고 하지만, 정말이지 이번 시리즈 승리로 내가 바라던 거의 모든 것을 얻은 것 같습니다."라고 말했다. 매글리는 시리즈 5차전에 선발 등판하기 전날 밤, 전 양키스 선수 필 리주토와 함께 '왓츠 마이 라인?'이라는 이름의 퀴즈 쇼의 패널로 출연했다. 매글리는 5차전에서 상대 타선을 2점으로 막아내며 다시 완투 피칭을 펼쳤지만, 양키스 투수 돈 라슨이 퍼펙트 게임을 달성하면서 패전 투수가 되었다. 양키스는 7차전까지 가는 승부 끝에 시리즈를 제패했다. 야구기자협회 시카고 지부는 이해 매글리의 활약을 인정해 그에게 올해의 재기상인 윌리엄 리글리 주니어 상을 수여했다.
1957년 스프링 트레이닝 기간 중 나온 기사에서 월터 올스턴 다저스 감독은 자신의 팀에 대해 전망하며 "샐 매글리는 노련한 머리와 강한 팔로 많은 나이를 만회하는 모습을 보여줬어요. 앞으로도 몇 년은 더 좋은 활약을 펼칠 수 있을 겁니다."라고 말했다." 그해 첫 선발 등판이었던 4월 18일, 매글리는 파이리츠를 상대로 4피안타 1실점(무자책) 피칭으로 팀의 6–1 승리를 이끌었다. 5월 30일까지 3.16의 평균자책점을 기록했지만, 이후 엄지손가락 통증으로 인해 7월 2일 경기 전까지 경기장에 모습을 드러내지 못했다. 복귀전이었던 7월 2일 경기에서 자이언츠를 상대로 4피안타 완봉승을 따냈다. 이후 7월과 8월 두 달간 2.83의 평균자책점을 기록했다. 그런데 8월 다저스는 매글리를 양키스로 트레이드하기 위해 그를 웨이버 공시했다. 처음 웨이버 공시했을 때 시카고 화이트삭스가 그를 지명했지만, 다저스가 이를 철회했다. 두 번째 웨이버 공시 때에는 시카고 측에서 웨이버가 통과될 경우 매글리를 데려오기 위한 트레이드 제안을 하기 위해 그를 지명하지 않았다. 결국 아무도 그를 지명하지 않았고, 양키스에서 37,500 달러와 다저스 측이 택한 두 명의 트리플 A 선수를 대가로 매글리를 영입했다. 하지만 거래가 9월 1일에 완료되면서, 8월 31일 마감 이후 영입된 선수는 월드 시리즈에 출전할 수 없다는 규정에 따라 매글리는 그해 월드 시리즈에서 공을 던질 수 없게 되었다. 양키스 선수단에 합류한 매글리는 양키 스타디움에서의 첫 경기였던 9월 2일, 관중의 환호 속에 모자를 벗고 인사하며 답례했다. 매글리는 그해 양키스에서 단 세 차례만 선발 등판했지만 그중 두 경기에서 승리를 거뒀으며, 특히 9월 11일 인디언스전에서는 상대 타선을 3안타로 묶으며 후일 명예의 전당에 입성하는 얼리 윈과의 선발 맞대결에서 승리하며 5–0 완봉승을 거뒀다. 매글리 양키스 소속이었음에도 1957년 9월 29일에 열린 폴로 그라운즈에서의 자이언츠의 마지막 경기에 참석해 경기 전 행사에서 예우를 받기도 했다. 이해 매글리는 브루클린 소속으로 19경기(17선발)에서 101+1⁄3이닝 동안 6승 6패, 평균자책점 2.93, 50탈삼진, 26볼넷, 94피안타를 기록했다. 양키스 이적 뒤에는 6경기(3선발)에 출전해 26이닝 동안 2승 무패, 평균자책점 1.73, 9삼진, 7볼넷, 22피안타를 기록했다. 이해 양 팀에서의 성적을 합쳐 127+1⁄3이닝 동안 8승 6패, 평균자책점 2.69, 59탈삼진, 33볼넷, 116피안타의 기록을 나타냈다. 매글리는 1957년 월드 시리즈에 출전할 수는 없었지만 경기장에서 경기를 지켜보며 크리머 기자에게 자신의 관전평을 들려주었다.
1958년에 41세의 매글리는 양키스 로스터에 합류했으나, 부상과 관련된 보고가 없었음에도 불구하고 팀의 시즌 23번째 경기가 치러진 5월 18일 이전까지 경기 출전 기회를 잡지 못했다. 하지만 5월 18일 세너터스를 상대로 한 더블헤더 첫 경기에서 선발투수로 나서 8이닝 2실점의 호투를 하는 동시에, 타석에서는 페드로 라모스를 상대로 3점 홈런을 날리며 팀의 5–2 승리를 이끄는 활약을 펼쳤다. 이 경기 이후 시즌 동안 선발 등판 기회는 두 차례밖에 없었으며, 시즌 첫 7경기에서 4.63의 평균자책점을 나타냈다. 6월 14일, 매글리의 계약이 약 2만 달러에 세인트루이스 카디널스로 팔렸다.
카디널스 이적 후 매글리는 선발 로테이션에 진입했으며, 6월 22일 브레이브스전 7이닝 1실점과 6월 28일 필리스전 1실점 완투승으로 팀 이동 후 첫 두 선발 등판에서 승리를 거뒀다. 하지만 이후로는 더 이상 승수를 쌓지 못했다. 8월 31일 컵스전이 메이저 리그에서의 마지막 등판이 되었는데, 이날 3이닝 동안 5실점(2자책)했고 소속팀이 8–5로 패하면서 패전을 안았다. 이해 세인트루이스에서 10번 선발 등판해 53이닝 동안 2승 6패, 평균자책점 4.75, 21탈삼진, 25볼넷, 46피안타를 기록했다. 이해 두 팀에서 뛴 성적을 합하면 76+1⁄3이닝 동안 3승 7패, 평균자책점 4.72, 28탈삼진, 34볼넷, 73피안타의 성적을 나타냈다. 매글리는 다음 시즌에도 카디널스와 함께하고자 했지만 구단은 스프링 트레이닝이 끝날 무렴 그에게 무조건 방출을 통보했다.

## 평가와 통산 기록

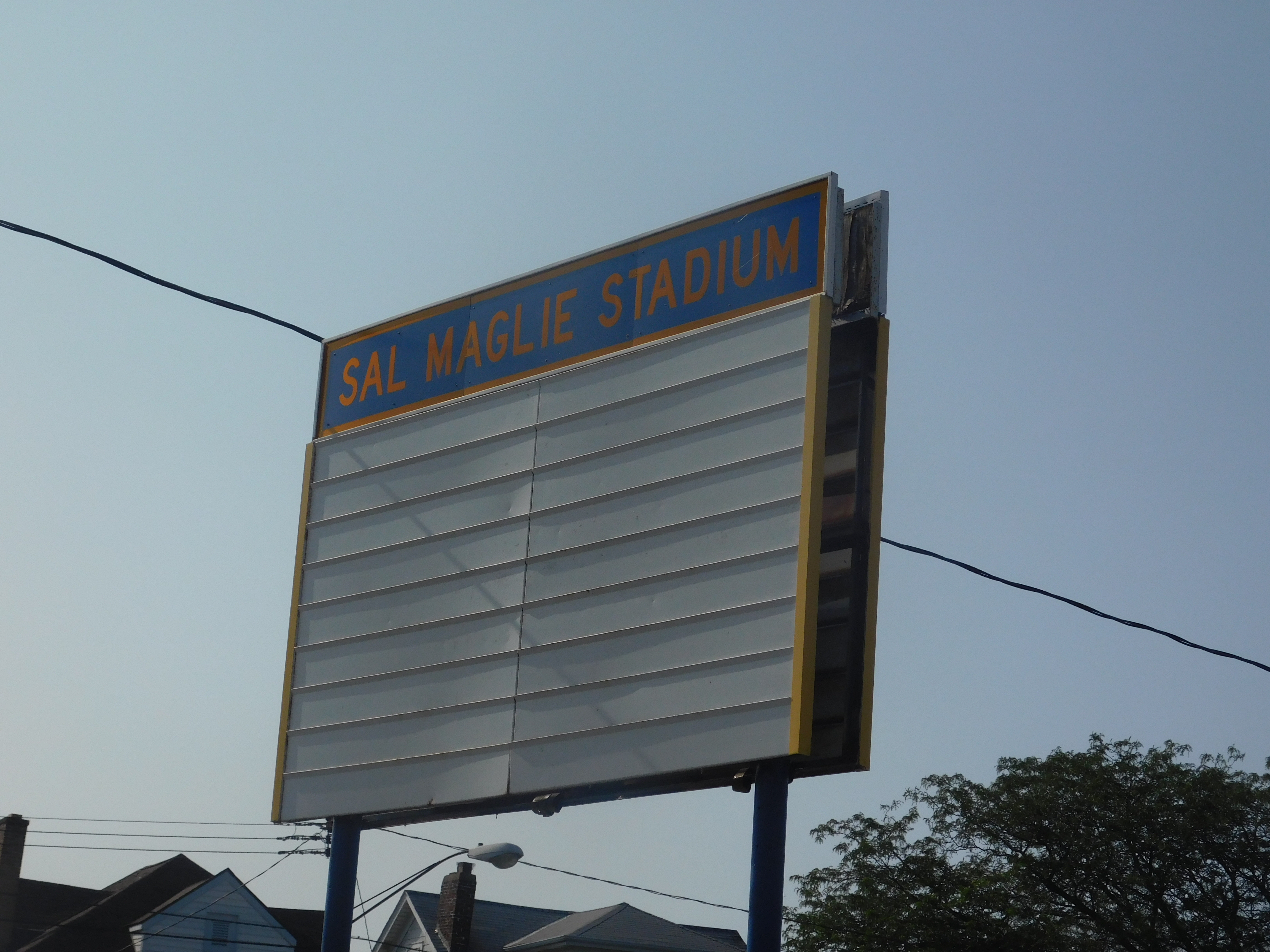
매글리의 고향인 나이아가라폴스에 있는 샐 매글리 스타디움을 알리는 표지판

《뉴욕 데일리 뉴스》의 스포츠기자 빌 매든은 "반드시 이겨야 하는 경기를 맡길 수 있는 투수만을 위한 명예의 전당"이 있지 않는 한 매글리는 명예의 전당에 절대 입성할 수 없을 것이라는 내용의 기사를 썼다. 1964년과 1968년에 명예의 전당 헌액자를 선정하는 투표에서 매글리는 후보에 이름을 올렸지만 최대 6.5%의 지지표만을 얻었다. 《뉴욕 타임스》의 조지프 두르소 기자는 매글리가 비교적 마이너 리그에 오래 있었고 멕시칸 리그에서 뛰었다는 이유로 4년간 경기에 뛸 수 없었음에도 불구하고 "당대에 가장 뛰어난 투수 중 한 명"이었다고 평가했다. 매글리의 통산 승률은 .657로 2024년 9월 기준 역대 메이저 리그 선수 중 22위에 랭크되어 있으며, 뉴욕 자이언츠의 라이벌인 다저스를 상대로 23승 11패를 기록했으며 여기에는 매글리가 에베츠 필드에서 치른 승패가 결정된 12경기 중에 11승을 거둔 기록이 포함되어 있다. Baseball-Reference.com에 기재되어 있는 세이버메트릭스 분석에 따르면, 1951년에 대체 선수 대비 승리 기여도(WAR) 5.9로 그해 내셔널 리그 10위를 기록했으며 통산 WAR은 34.2이다. 2001년에 발간된 《The New Bill James Historical Baseball Abstract》에서 세이버메트릭스를 연구한 저자 빌 제임스는 매글리를 1951년 야구계 최고의 투수로 꼽으며 당시에 사이 영 상이 있었다면 그가 수상했을 것이라고 예측했다. 매글리는 메이저 리그에서 통산 10시즌을 뛰며 소속팀 자이언츠가 우승을 거머쥔 1954년을 포함해 세 시즌 월드 시리즈에서 등판 기회를 가졌고, 두 시즌 내셔널 리그 올스타에 선정되었다. 또한 자이언츠, 다저스, 양키스 세 팀이 모두 뉴욕을 연고지로 하고 있을 때 세 팀을 모두 거진 14명의 선수 중 마지막 선수이기도 했다.
매글리는 자이언츠 시절 다저스 타자 칼 푸릴로와 라이벌 관계를 형성했다. 한 번은 푸릴로가 매글리의 몸쪽 공을 가까스로 피한 뒤 매글리에게 야구 방망이를 던진 적도 있었다. 하지만 매글리가 1956년 다저스로 이적하면서 둘은 친구가 되었고 종종 같은 방을 쓰기도 했다. 명예의 전당에 헌액된 투수 돈 드라이즈데일은 브루클린 시절에 같은 방을 쓰던 매글리로부터 몸쪽 높은 공을 던지는 기술을 배웠다고 밝혔다. 메이스가 타석에 들어서게 되면 매글리는 드라이즈데일에게 브러시백 투구를 "그에게는 두 번 보여줘야 해."라고 충고했는데, 메이스는 두 번이나 자신의 몸쪽으로 향하는 투구를 예상하지 못할 것이라고 보았기 때문이다.
메이스는 자서전에서 매글리가 다저스로 팀을 옮긴 후 그를 상대로 홈런을 쳤던 순간을 기록하기도 했다. 하지만 매글리가 다저스 유니폼을 입고 나서 자이언츠 타자를 상대로 유일하게 내준 홈런은 메이스가 아닌 레이 자블론스키를 상대로 허용했다.
1983년 6월, 나이아가라폴스에 위치한 하이드 파크 스타디움은 샐 매글리 스타디움으로 이름이 바뀌었다. 구장의 개명을 축하하기 위해 매글리의 가족과 친구들이 탑승한 버스가 구장에서 거리 건너편 약 200야드 떨어진 스타디움 그릴에서 출발해 샐 매글리 스타디움으로 입성하는 행사가 펼쳐졌다. 샐 매글리 스타디움은 나이아가라 대학교 야구팀인 퍼플이글스와 뉴욕 대학 야구 리그의 나이아가라 파워의 홈구장으로 사용되었다.
| W   | L  | PCT  | ERA  | G   | GS  | CG | SHO | SV | IP   | H    | R   | ER  | HR  | BB  | SO  | HBP | WP | BF   | WHIP  |
| 119 | 62 | .657 | 3.15 | 303 | 232 | 93 | 25  | 14 | 1723 | 1591 | 684 | 603 | 169 | 562 | 862 | 44  | 18 | 7182 | 1.250 |
| --- | -- | ---- | ---- | --- | --- | -- | --- | -- | ---- | ---- | --- | --- | --- | --- | --- | --- | -- | ---- | ----- |

## 지도자 경력
1958년 9월, AP는 매글리가 이듬해 세인트루이스 카디널스의 투수 코치 물망에 올랐다고 보도했다. 하지만 카디널스 구단 측은 그를 스카우트와 마이너 리그 코치로 임명했고, 이에 만족하지 못한 매글리는 다음해 시즌까지 계약을 연장하지 않았다.
보스턴 레드삭스는 1960년 시즌이 시작되기 전 매글리를 팀의 투수 코치로 임명했고, 매글리는 이후 3년간 그 자리를 맡았다. 그의 지도 아래 빌 몬부켓은 1961년 한 경기에서 17개의 탈삼진을 잡아낸 뒤 매글리에 대해 "샐은 '타자를 홈플레이트에서 멀리 떨어지게 해라, 그의 발과 다리를 움직이게 해라'와 같은 이야기를 했고, 오, '몸쪽으로 던져'라고 충고했죠. 그건 몸쪽으로 스트라이크를 꽂으라는 말이 아니었어요. 아예 타자를 타석에서 밀어내는 공을 던지라는 뜻이었죠!"라고 말했다. 1962년 시즌에 몬부켓과 얼 윌슨이 노히터를 달성했을 당시 그 둘은 자신들의 기량 향상을 매글리의 덕으로 돌렸다. 딕 래더츠는 "그가 제게 하체를 어떻게 쓰는지 가르쳐줬죠."라고 말하며 매글리의 조언 덕분에 구속이 시속 4~5마일 정도 빨라졌다고 말했다. 또한 "그는 훌륭한 투수 코치였다고 생각합니다. 그가 가르쳐 준 것들이 저의 남은 선수 생활 동안 도움이 됐어요. 그의 지도가 없었다면 제가 그런 투수가 되지 못했을 거예요."라고 덧붙였다. 1961년 시즌이 끝나고 보스턴의 감독이 핑키 히긴스에서 자니 페스키로 교체되었고, 페스키 신임 감독은 매글리와 동행하지 않고 새로운 코치를 찾았다.
1963년에 아내 케이가 암 진단을 받으면서 매글리는 다른 코치직을 알아보지 않았다. 매글리는 나이아가라폴스 주변의 지역 사업에 투자는 물론 대중 연설을 했으며, 1965년에는 뉴욕주 체육 위원회(NYSAC)에 합류했다. NYSAC에서 맡고 있던 직책 때문에 1965년에 레드삭스로 복귀해달라는 제안을 거절했지만, 이듬해 2년 계약을 맺고 다시 보스턴의 투수 코치로 돌아왔다. 매글리는 1967년 월드 시리즈에 진출했으나 7차전 승부 끝에 카디널스에 밀려 준우승을 차지한, '불가능한 꿈'(Impossible Dream)으로 불렸던 레드삭스 선수단의 투수 코치이기도 했다. 한편, 같은 해 아메리칸 리그 사이 영 상 수상자인 짐 론보그는 몸쪽 공 구사를 지도해준 매글리 덕분에 그해 좋은 성적을 낼 수 있었다고 말했다. 1967년 월드 시리즈에서 준우승에 그친 레드삭스 구단 측은 매글리를 경질했고, 매글리는 그로부터 일주일 후 인터뷰에서 딕 윌리엄스 감독을 비판하며 "딕 윌리엄스는 제가 야구계에서 몸담으면서 가장 큰 실망을 제게 안겼어요."라고 말했고, "윌리엄스는 제가 해고되었다는 사실을 말할 용기나 예의도 전혀 없었어요... 저는 무시당하는 걸 용납하지 않아요."라고 말을 이어갔다. 또한 매글리는 론보그에게 이틀 휴식을 제공하고 7차전 선발로 올려 결국 패전 투수가 된 것을 지적하며, "론보그가 컨디션이 좋지 않다는 게 명백했어요. 윌리엄스는 그를 더 일찍 교체했어야 했고, 저는 그렇게 말했죠."라며 그의 투수 운용을 비판했다. 윌리엄스는 보스턴의 감독을 맡게 된 1967년에 자신이 원하는 투수 코치를 선임하고자 했지만, 매글리가 계약이 1년 남은 상황이라 그렇게 하지 못했다.

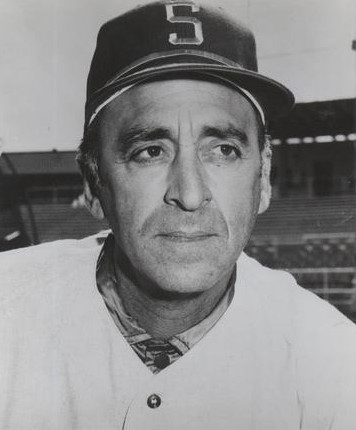
시애틀 파일럿츠에서의 투수 코치 시절의 매글리

매글리는 그리 길지 않은 야인 생활을 보낸 뒤 1968년 신생 구단 시애틀 파일럿츠의 스카우트를 맡게 되었다. 파일럿츠가 1969년부터 비로소 메이저 리그 시즌을 치르면서 매글리는 팀의 첫 투수 코치로 임명되었다. 짐 보턴은 매글리가 어릴 적 자신의 우상이었음에도 불구하고 자신의 책 《볼 포》에서 그를 마냥 좋게 평가하지는 않았다. 보턴은 매글리에게서 투수로서 도움이 되는 조언을 거의 듣지 못했고, 이미 지나간 투구에 대해 자주 비판했는데 종종 매글리 자신이 이전에 했던 말과 배치되었다고 이야기했다. 보턴은 이에 관해 다음과 같은 예시를 들었다.
[매글리]는 그날 꽤나 곤란한 상황을 겪었다. 대럴 브랜던이 마운드에 있었고, 로드 커루가 3루에 있는 상황에서 그는 와인드업을 가져갔다. 마지막 순간에 그는 꽤 큰 리드를 가져가던 커루에게 시선을 향하기로 결정했다. 그래서 그는 마운드에서 물러났고 샐이 그에게 "제발, 타자에 집중해. 주자는 아무 데도 가지 않을거야."라고 소리쳤다.
그래서 대럴이 와인드업을 하고 공을 던졌는데, 커루가 홈을 훔쳤다.

이닝이 끝나고 대럴이 덕아웃으로 들어왔을 때, 매글리가 그를 꾸짖었다. "젠장!" 그가 말했다. "그 상황에서는 네가 스트레치에서 공을 던져야 한다는 사실을 알잖아."
보턴과 매글리는 너클볼에 관해서도 충돌했는데, 보턴이 오로지 너클볼만 구사하고 싶어했던 것과 달리 매글리는 그가 다른 구종도 구사하길 바랐다. 파일럿츠 구단은 메이저 리그에서의 첫 시즌을 마치고 파산을 신청한 뒤, 밀워키로 연고지를 이전해 브루어스라는 새로운 팀명을 쓰게 되었다. 매글리는 1970년에는 더 이상 이 팀의 투수 코치로 남아 있을 수 없었고, 그해 자신의 고향을 연고지로 하는 나이아가라폴스 파이리츠의 단장을 맡았다. 이 일이 매글리가 야구와 관련해 몸담은 마지막 일이 되었다.

## 외양과 투구 스타일
《뉴욕 타임스》의 기사에 따르면, 188 cm (6 피트 2 인치)와 82 kg (181 파운드)의 신체 조건을 갖춘 매글리는 마운드에서 거칠고 위협적인 외양을 유지했다. 매글리는 경기 전에 절대 면도를 하지 않았기에 거친 수염 자국이 이를 더욱 두드러지게 만들었다. 보턴은 1969년에 그에 관해 이야기하면서 "그는 여전히 그의 할머니도 쓰러트릴 것 같은 모습이에요. 그는 크고 사악해 보이는 검은 눈을 갖고 있죠."라고 평했다. 하지만 이런 겉모습에도 불구하고 《뉴욕 타임스》는 그가 "고해성사를 듣는 신부의 목소리처럼 부드러운 목소리와 함께 온화하고 정중한 예의를 보여주었다."라고 이야기했다.
하지만 매글리의 투구는 전혀 온화하지 않았다. 매글리의 별명인 "살 더 바버"(Sal the Barber)는 그가 타자 몸쪽 깊숙이 파고드는 투구를 하는 성향 때문에 생겼다. 제임스 허시는 그를 "질레트에 대한 신의 선물"이라고 재치 있게 풍자했다. 허시는 자신의 책에서 그가 "타자를 흐트러뜨리는 것으로 유명했다"고 평했다. 메이스는 매글리가 몸쪽 공을 구사하는 이유에 대해 "그는 언제나 경기를 완전히 통제하고 싶어했고, 이를 위해 그가 실제로 했거나 그렇게 해야 한다고 생각한 방법은 타자와 가깝게 던지는 것이었어요. 상대는 언제나 그가 브러시백 투구를 할까 걱정해야 했어요. 상대는 그가 그렇게 던질 것이라는 걸 알고 있었지만, 정말로 얼마나 가깝게 던질 줄은 몰랐죠."라고 요약했다. 자이언츠 시절 매글리의 공을 받아봤던 웨스 웨스트럼은 "흔들의자에 앉아도 그의 공을 받을 수 있었을 거예요."라며 "완벽한 제구력이었죠."라고 말했다. 커브는 매글리의 주무기였다. 웨스트럼은 그가 세 가지 종류의 커브를 구사했으며, "하나는 슬라이더처럼, 다른 하나는 느리게 휘어지는 커브로 거의 체인지업 같았으며, 세 번째는 빠르게 꺾였어요."라고 이야기했다. 매글리는 멕시칸 리그에서 뛰던 당시 자신의 커브를 개발했다. 매글리는 속구를 던질 때면 손가락을 벌려 공의 실밥을 잡았다. 또한 공을 던지기 전에 "셔츠에 손을 닦고, 모자를 만지작거리고, 그다음 손가락을 햟고, 다시 손을 닦은 다음, 다리에 문지르고 나서 로진 백을 집어드는" 루틴을 갖고 있었다. 이렇게 함으로써 매글리는 투구 전에 타자를 초조하게 만드는 동시에 자신은 긴장을 이완시켰다. 크리머 기자가 지적했듯이 매글리가 손을 닦는 습관은 그가 스핏볼을 던진다는 비판으로 이어졌다.
1958년, 매글리는 《스포츠 일러스트레이티드》에서 투구에 관한 글을 하나 실으면서 성공적인 메이저 리그 투수의 세 가지 특징을 나열했는데, 첫 번째는 제구력과 자신 스스로에 대한 통제, 두 번째는 자신감과 결단력, 세 번째는 지식과 경험이었다. 그가 이야기한 제구력은 "[투수]가 원하는 곳에 매번 정확하게 공을 던질 수 있는 능력"을 의미했다. 자신감과 결단력이란, "경기의 모든 요소가 투수가 패배했다고 나타낼 때도 그로 하여금 계속 앞으로 나아가게 하는 종류의 것, 그가 포기하는 것을 절대 허용하지 않는 종류의 것"을 의미했다. 지식이란 경험과 "엄청난 양의 연구와 시도"를 통해 얻어지는 "깊은 내면의 지식"을 의미했다.

## 사생활

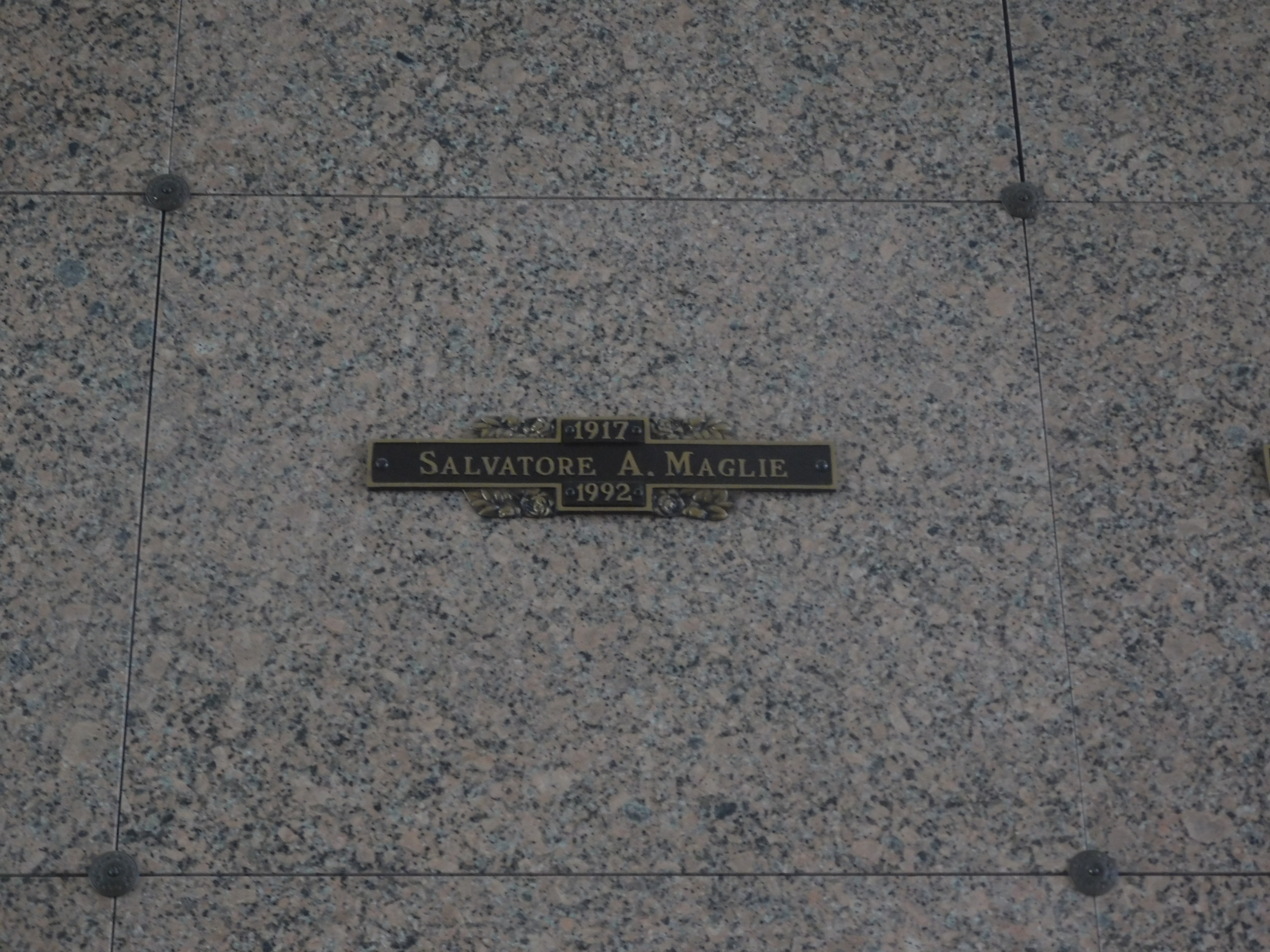
나이아가라폴스의 세인트 조지프 묘지에 있는 매글리의 묘지

1941년 3월, 매글리는 한동안 사귀고 있던 케이 필레기(Kay Pileggi)와 도피성 결혼을 했고, 같은 해 5월에 가톨릭 의식으로 정식 결혼식을 올렸다. 둘은 1955년에 아들 샐 주니어를 입양했고, 1963년 매글리가 레드삭스에서 코치 생활을 마친 후 또 다른 아들 조지프를 입양했다. 케이는 1958년에 암을 치료하기 위한 수술을 받았었는데 1963년에 다시 재발했으며, 4년 뒤인 1967년에 사망했다. 매글리는 1971년에 도리스(Doris)와 재혼해 그녀의 아들 홀리(Holly)의 의붓아버지가 되었다. 1950년대에 매글리는 브롱크스 리버데일에서 살았다.
1970년대에 매글리는 주류 도매상에서 영업사원으로 일했으며, 70년대 후반에는 나이아가라폴스 컨벤션 뷰로에서 회원 코디네이터로 일했다. 그리고 1979년에 은퇴했다. 평소 이탈리아 음식을 즐겨하던 매글리가 나이아가라폴스에서 가장 좋아하는 음식점은 코모 레스토랑으로, 그는 이곳의 단골 손님이었다. 은퇴 후 매글리는 골프를 즐겨 했고, 카드쇼에서 사인회를 열었으며, 올드타이머스 데이에 참여해 투수로 나서기도 했다. 매글리의 둘째 아들인 조지프는 미국 공군의 일원이었다.
첫 아내의 죽음 이후 매글리의 아들 샐 주니어는 약물 중독과 우울증을 겪었다. 1985년 샐 주니어가 사망하면서 아버지 매글리의 건강도 나빠졌다. 매글리는 1982년에 겪은 치명적인 뇌동맥류에서 회복했지만, 1987년에 뇌졸중을 겪은 후 나이아가라폴스 메모리얼 요양원으로 거처를 옮겼다. 이후 5년을 더 살다가 1992년 12월 28일에 기관지 폐렴 합병증으로 사망했다.

## 참고 문헌
- Bouton, Jim (1970). 《Ball Four》 (영어). New York: Wiley Publishing, Inc. ISBN 978-0440004158.
- Hirsch, James S. (2010). 《Willie Mays: The Life, the Legend》 (영어). New York: Scribner. ISBN 978-1-4165-4790-7.
- James, Bill (2003). 《The New Bill James Historical Baseball Abstract》. New York: Free Press. ISBN 978-0743227223.
- Mays, Willie; Sahadi, Lou (1988). 《Say Hey: The Autobiography of Willie Mays》. New York: Simon and Schuster. ISBN 0671632922.

## 더 읽어보기
- Szalontai, James D. (2002). 《Close Shave: The Life and Times of Baseball's Sal Maglie》 (영어). Jefferson, NC: McFarland & Company. ISBN 978-0786411894.
- Testa, Judith (2007). 《Sal Maglie: Baseball's Demon Barber》 (영어). DeKalb, IL: Northern Illinois University Press. ISBN 978-0-87580-367-8.